# 许鲁普
许鲁普（德語：Hürup）是德国石勒苏益格－荷尔斯泰因州的一个市镇。总面积16.20平方公里，总人口1158人，其中男性562人，女性596人（2011年12月31日），人口密度71人/平方公里。